# Казалсеруго
Казалсеру̀го (на италиански: Casalserugo) е градче и община в Северна Италия, провинция Падуа, регион Венето. Разположено е на 8 m надморска височина. Населението на общината е 5514 души (към 2010 г.).